# Rua Pedro Nolasco
A Rua Pedro Nolasco é um logradouro do município brasileiro de Coronel Fabriciano, no interior do estado de Minas Gerais. Começa no entroncamento das ruas Rio Piracicaba, Albert Scharlet, Doutor Querubino e Rubem Siqueira Maia e termina na Rua São Sebastião, em uma extensão de cerca de 600 m. Sua origem está ligada à construção da antiga Estação do Calado no local na década de 1920, com algumas de suas edificações expressando a conservação da arquitetura original.
Representa a principal rua comercial do Centro de Fabriciano. Concentra desde diversas pequenas e médias empresas com sede no próprio município ou na região até filiais de grandes redes de eletrodomésticos. No logradouro também estão situadas a entrada urbana do Terminal Rodoviário de Coronel Fabriciano, a parada principal do transporte coletivo municipal e a Praça da Estação, que é o maior espaço público de lazer do município.

## História

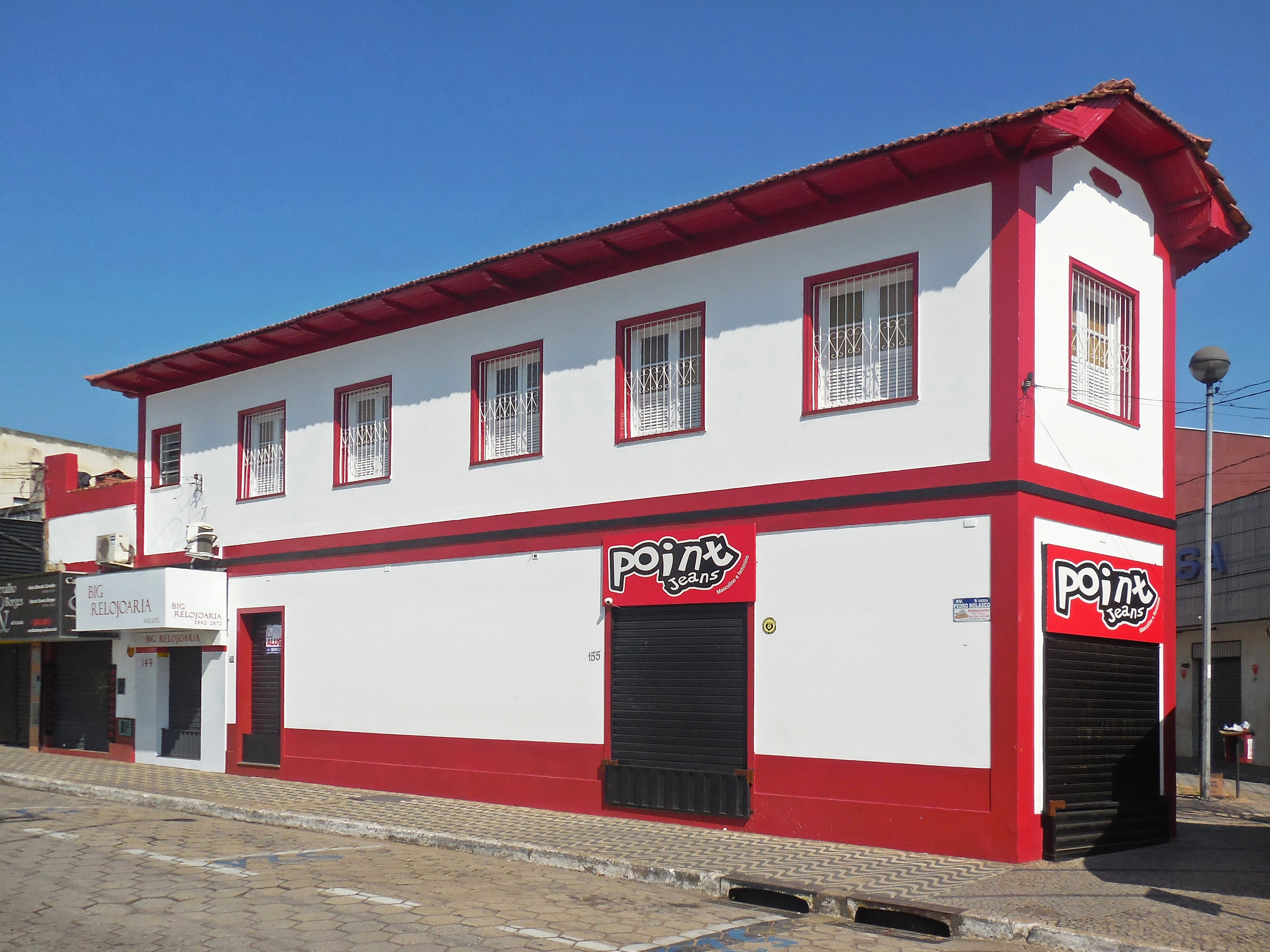
O Sobrado dos Pereira (1928), primeira construção em alvenaria da cidade, visto pela Rua Pedro Nolasco. Foto de 2017.

A via se estabeleceu ao lado da Estação do Calado, inaugurada em 1924, ao redor da qual se desenvolveu o núcleo urbano que corresponde ao atual Centro de Fabriciano. No local, que ficou conhecido como "rua de Baixo", surgiram as primeiras lojas, que deram início ao movimento comercial. A primeira delas foi "A Barateza", aberta pelo comerciante Rotildino Avelino ainda na década de 1920.
Na esquina com a Rua Coronel Silvino Pereira, em 1928, foi construído o Sobrado dos Pereira, que abrigou o primeiro estabelecimento comercial e foi a primeira construção em alvenaria da cidade além do terminal ferroviário. Outra loja que obteve destaque foi a Casa Giovannini, que vendia ferragens, querosene e mantimentos e foi inaugurada na década de 1940. Associada à presença da estação ferroviária a então rua de Baixo se tornou o principal centro comercial da localidade, favorecida pelas quatro paradas diárias de trens de passageiros da Estrada de Ferro Vitória a Minas (EFVM), que traziam todos os dias consumidores de outras cidades.
Em 1936, ainda antes de ser pavimentada, a via recebeu a sede da Companhia Siderúrgica Belgo-Mineira, que nas décadas seguintes atuou na exploração de madeira na região. Para isso, caminhões transportavam a madeira extraída até a estação ferroviária para então ser embarcada nos trens, rumo às usinas da empresa em João Monlevade. Posteriormente também foram construídas, às margens da rua, dentre outros serviços: a unidade administrativa da EFVM; as primeiras sedes da prefeitura e do fórum da Comarca de Coronel Fabriciano; o Clube Sete de Setembro, que foi a primeira casa noturna da cidade; o Banco da Lavoura, que foi a primeira agência bancária; os primeiros pontos de táxi; além de estabelecimentos comerciais diversos. O primeiro prefeito eleito, Rubem Siqueira Maia, realizou o calçamento das ruas do Centro de Fabriciano.
Conhecida originalmente como rua de Baixo, teve em seguida a denominação de rua Marechal Deodoro e então rua Percival Farquhar — referência a Percival Farquhar, um dos responsáveis pela construção da EFVM —, mais tarde alterada para Pedro Nolasco, nome de um dos encarregados do projeto das obras da via férrea, o engenheiro Pedro Augusto Nolasco Pereira. Posteriormente também se estabeleceu como principal parada dos ônibus do transporte coletivo urbano e interurbano, favorecendo a chegada de consumidores de outros bairros e de cidades próximas. A estação ferroviária foi desativada em 1979 e em seu lugar foi construído o Terminal Rodoviário e a integração do transporte urbano, sendo esta transferida para outro local no Centro da cidade em 2008 para dar lugar à Praça da Estação.
No final da década de 1980, através do projeto "Arglurb", a pavimentação das ruas do Centro de Fabriciano foi repaginada. Com isso o piso antigo de blocos de pedra da Rua Pedro Nolasco e das demais vias principais foi substituído por blocos sextavados. Mesmo com as transformações de seu entorno o logradouro manteve sua importância comercial e de prestação de serviços para o município. Em novembro de 2021, a pavimentação da Pedro Nolasco foi refeita novamente, com a substituição dos blocos por asfalto, como parte de um novo processo de revitalização das vias do Centro.

## Patrimônio
Além do Sobrado dos Pereira (1928), as edificações mais antigas existentes são datadas das décadas de 40 e 60 e algumas ainda preservam a arquitetura original, destacando-se, dentre outras, a chamada Casa São Geraldo (1948), que foi cedida pelo proprietário e morador, o primeiro prefeito do município Rubem Siqueira Maia, para servir como primeira sede da prefeitura, tendo mais tarde abrigado uma loja de confecções, depois o supermercado "O Brasileirão" e então uma filial da rede de lojas "Costão"; o Sobrado do Rotildino Avelino (1952), que serviu como residência do comerciante natural de Antônio Dias encarregado da doação da primeira imagem de São Sebastião para a construção da primeira igreja da localidade em 1929; e a Casa Modelo da CVRD, datada do final da década de 1960, que foi construída pela então Companhia Vale do Rio Doce (CVRD) como parte de um conjunto de residências destinadas a seus trabalhadores na cidade. Essa em específico é a única que manteve a maior parte de suas características originais.